# Cercospora brassicicola
Cercospora brassicicola är en svampart som beskrevs av Henn. 1905. Cercospora brassicicola ingår i släktet Cercospora och familjen Mycosphaerellaceae.   Inga underarter finns listade i Catalogue of Life.